# Орден Омейядов
Орден Омейядов (араб. وسام أمية الوطني‎), высшая государственная награда Сирии.

## История
Орден был учреждён 12 июля 1934 года в период президентства Мухаммеда Али Бея Аль-Абида в честь династии Омейядов, династии халифов Дамаска.
Орден предназначен для награждения за выдающуюся службу в военной или гражданской сфере.

## Степени
Орден имеет три класса:
- Орден 1 класса
- Орден 2 класса
- Орден 3 класса

## Описание
Знак ордена — серебряная восьмиконечная звезда, лучи которой состоят из группированных пирамидально-расположенных двугранных лучиков. В центре на зелёной эмали арабеска — накладной золотой круглый орнаментальный медальон, в центре которого в орнамент вплетена на белой эмали арабская надпись чёрной эмалью.
Знак при помощи кольца крепится к орденской ленте.
Звезда ордена аналогична знаку. Лучи звезды бриллиантовой огранки и на них наложены три пятиконечных звезды красной эмали.
Лента ордена зелёного цвета с двумя широкими белыми полосками и чёрными узкими полосками с краю.